# Los Angeles Football Club 2022
Questa voce raccoglie le informazioni riguardanti il Los Angeles FC nelle competizioni ufficiali della stagione 2022.

## Stagione
Quella del 2022 è la quinta stagione in Major League Soccer del Los Angeles Football Club. Il club ha conquistato il secondo MLS Supporters' Shield dopo quello del 2018 ed ha vinto la prima MLS Cup battendo in finale il Philadelphia Union ai rigori. 

## Organigramma societario
Di seguito l'organigramma societario.
Area direttiva
- Proprietario: Larry Berg
- Co presidente: John Thorrington
- Co presidente: Larry Freedman
- Presidente esecutivo: Peter Guber
- Vicepresidente esecutivo: Henry Nguyen
- Direttore sportivo: Marco Garcés

Area tecnica
- Allenatore: Steve Cherundolo
- Allenatore in seconda: Marc Dos Santos
- Allenatore in seconda: Ante Razov
- Allenatore dei portieri: Oka Nikolov
- Preparatore atletico: Gavin Benjafiled

## Organico

### Rosa 2022
Aggiornata al 20 novembre 2022.
| N. |                        | Ruolo | Calciatore             |
| -- | ---------------------- | ----- | ---------------------- |
| 1  | El Salvador (bandiera) | P     | Tomas Romero           |
| 2  | Argentina (bandiera)   | D     | Franco Escobar         |
| 3  | Colombia (bandiera)    | D     | Jesús Murillo          |
| 4  | Colombia (bandiera)    | D     | Eddie Segura           |
| 6  | Spagna (bandiera)      | C     | Ilie Sánchez           |
| 7  | Ghana (bandiera)       | C     | Latif Blessing         |
| 9  | Colombia (bandiera)    | A     | Cristian Arango        |
| 10 | Messico (bandiera)     | A     | Carlos Vela (capitano) |
| 11 | Galles (bandiera)      | A     | Gareth Bale            |
| 12 | Ecuador (bandiera)     | D     | Diego Palacios         |
| 14 | Italia (bandiera)      | D     | Giorgio Chiellini      |
| 15 | Senegal (bandiera)     | D     | Mohamed Traore         |
| 16 | Canada (bandiera)      | P     | Maxime Crépeau         |
| 18 | Stati Uniti (bandiera) | D     | Erik Dueñas            |

| N. |                        | Ruolo | Calciatore        |
| -- | ---------------------- | ----- | ----------------- |
| 20 | Ecuador (bandiera)     | C     | José Cifuentes    |
| 21 | Stati Uniti (bandiera) | A     | Christian Torres  |
| 22 | Ghana (bandiera)       | A     | Kwadwo Opoku      |
| 23 | Stati Uniti (bandiera) | C     | Kellyn Acosta     |
| 24 | Stati Uniti (bandiera) | D     | Ryan Hollingshead |
| 25 | Stati Uniti (bandiera) | D     | Sebastien Ibeagha |
| 26 | Stati Uniti (bandiera) | A     | Cal Jennings      |
| 28 | Stati Uniti (bandiera) | D     | Tony Leone        |
| 31 | Stati Uniti (bandiera) | A     | Danny Trejo       |
| 32 | Ecuador (bandiera)     | C     | Jhegson Méndez    |
| 37 | Spagna (bandiera)      | C     | Cristian Tello    |
| 77 | Stati Uniti (bandiera) | P     | John McCarthy     |
| 80 | Stati Uniti (bandiera) | D     | Julian Gaines     |
| 99 | Gabon (bandiera)       | C     | Denis Bouanga     |

## Risultati

### MLS

#### Playoff
| Arbitro: | Allen Chapman |

|                               |           |                           |
| Bouanga 23’, 80’ Arango 90+3’ | Marcatori | 44’ Grandsir 85’ Joveljić |

| Arbitro: | Armando Villarreal |

|                                        |           |  |
| Arango 29’ Urruti 62’ (aut.) Opoku 81’ | Marcatori |  |

| Arbitro: | Ismail Elfath |

|                                    |                      |                                |
| Acosta 28’ Murillo 83’ Bale 120+8’ | Marcatori            | 59’ Gazdag 85’, 120+4’ Elliott |
| Tello Bouanga Hollingshead Sánchez | Tiri di rigore 3 – 0 | Gazdag Martínez Wagner         |